# 王元雅
王元雅（？—1629年），字吕容，號浦鹤，山西太原卫人，明末政治人物。

## 生平
万历三十二年（1604年）进士。授刑部主事，三十七年典試四川。四十六年往宣大，解银募应猝兵将。歴職方司员外郎、郎中，四十七年任会试同考试官。天启初，升河南右参政，五年升为山东按察司按察使，专理辽饷。崇禎時，任順天巡撫都御史。崇祯二年（1629年），朝廷清汰边饷，蓟镇王应豸突以清饷五十万，崇禎帝闻，三屯营诸卒，脱巾下烽火台，几乱，上以槛车征应豸，廷推元雅代之，元雅至军中，仍主清汰，往穆庙时，大将军戚继光，置蓟镇墩台、橹哨、探、守卫诸法甚善，至是，尽变之敌，遂以十月廿七日，拥三十六家酋入大安口，守兵逃散，将领多削发降敌，使偏师说潘家口、马兰峪、三屯营，关四城，皆下，三屯营镇帅朱国栋死之，先是，督师袁崇焕有两疏，谓臣在宁远，敌必不得越关而西，蓟门军弱，宜宿重兵，以防窥窃，上下部科着议，至是，後金皇太極果自大安口入，遂薄遵化，山海总兵赵率教，帅五千骑来援，立两营于遵化城南，与二副将战死。後金軍猛攻遵化，後金姦細呼南门曰：“敌上北城矣。”明军趋北城，後金遂登南城，元雅自缢于敌楼。